# Daren
A Daren bizonytalan eredetű férfinév, egy feltevés szerint az ír eredetű Darragh és Dáire nevekből származik, ezeknek a neveknek a jelentése tölgyfa. Egy másik feltevés szerint a francia eredetű D'Airelle névből ered (modern forma: Darrell), aminek a jelentés áfonya, a walesi nyelvben a név jelentése él. Változatai: Darren, Darin, Daryn, Darrin és Darryn.

## Gyakorisága
Az 1990-es években szórványos név, a 2000-es években nem szerepelnek a 100 leggyakoribb férfinév között.

## Névnapok
- február 16.
- július 21.
- szeptember 26.
- december 19.

## Híres Darenek
- Darin Brooks amerikai színész
- Darin Zanyar svéd énekes
- Darren Aronofsky amerikai filmrendező
- Darren Cann angol nemzetközi labdarúgó-partbíró
- Darren Shan ír származású angolul alkotó író
- Darren Bent angol válogatott labdarúgó
- Darren Randolph ír válogatott labdarúgó
- Darren Fletcher skót labdarúgó
- Darren Webster angol dartsjátékos
- Darren Moore jamaicai labdarúgó
- Darren O’Dea ír labdarúgó
- Darren Jackson skót válogatott labdarúgó
- Darrent Williams amerikai NFL-játékos
- Darren Anderton angol válogatott labdarúgó
- Darren Huckerby angol labdarúgó
- Darren Mattocks jamaicai labdarúgó
- Darren Keet dél-afrikai labdarúgó